# Danyal Bayaz

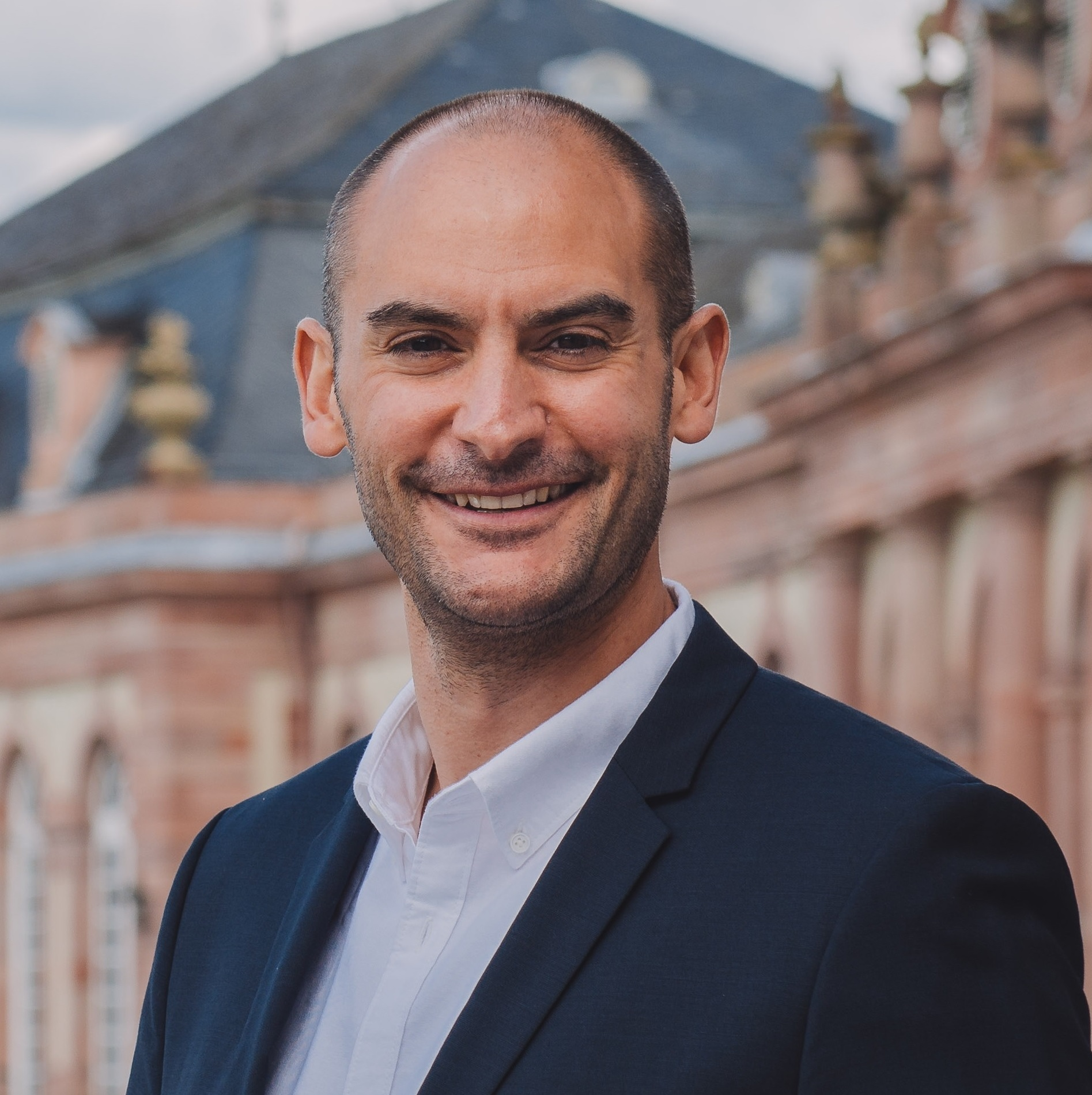
Danyal Bayaz in Schwetzingen (2018)

Danyal Bayaz (* 15. Oktober 1983 in Heidelberg) ist ein deutsch-türkischer Unternehmensberater und Politiker (Bündnis 90/Die Grünen). Von Oktober 2017 bis Mai 2021 war er Mitglied des Deutschen Bundestages. Seit dem 12. Mai 2021 ist er Minister für Finanzen des Landes Baden-Württemberg im Kabinett Kretschmann III.

## Leben
Danyal Bayaz wurde 1983 als Kind einer deutschen Mutter und eines türkischen Vaters, eines Rundfunkredakteurs, in Heidelberg geboren und wuchs dort auf. Er hat sowohl die deutsche als auch die türkische Staatsangehörigkeit. Sein Großvater Sakıp Bayaz war Generalkonsul der Türkei in Deutschland. Nach dem Abitur am Heidelberger Bunsen-Gymnasium leistete Bayaz Zivildienst am Deutschen Krebsforschungszentrum.
Bayaz ist  seit 2019 mit der bayerischen Bündnis 90/Die Grünen-Fraktionsvorsitzenden im Bayerischen Landtag Katharina Schulze liiert und wohnt in München. Im Juni 2021 wurden Schulze und Bayaz Eltern eines Sohnes, im Juli 2022 heirateten sie. Im September 2024 folgte der zweite Sohn.

### Ausbildung und Beruf
Bayaz studierte Kommunikationswissenschaft an der Universität Hohenheim, später promovierte er über Finanzmärkte. Unter anderem absolvierte er einen Forschungsaufenthalt als Fulbright-Fellow an der New Yorker Cornell University. Von 2013 bis 2017 war Bayaz als Berater für die globale Strategieberatung Boston Consulting Group tätig, zuletzt als Projektleiter.

### Politisches Engagement

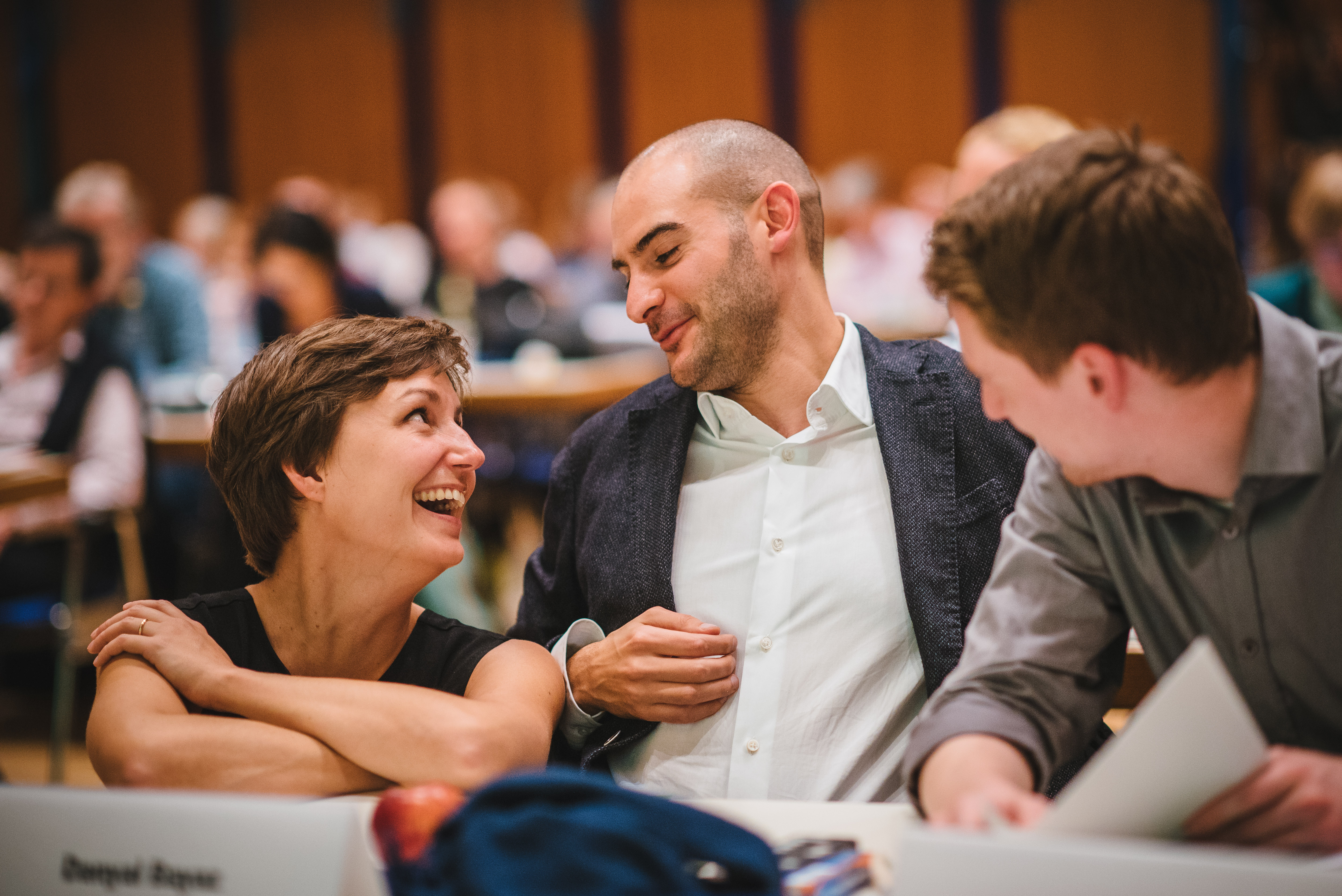
Von 2013 bis 2017 war Bayaz Mitglied im Landesvorstand der Grünen Baden-Württemberg, hier auf der Landesdelegiertenkonferenz in Pforzheim, 2015

Bayaz trat 2005 den Grünen im Land Baden-Württemberg bei, von 2013 bis 2017 war er Mitglied im Landesvorstand der Grünen Baden-Württemberg. Unter anderem begleitete er dabei die Kampagne der Landtagswahl 2016 zur Wiederwahl von Winfried Kretschmann. Der SWR rechnet ihn dem „Realo-Flügel“ der Grünen zu. Die FAZ bezeichnet Bayaz als „wirtschaftsliberal“.
Neben seiner Tätigkeit bei den Grünen engagiert sich Bayaz nach eigenen Angaben als Botschafter in der Stiftung für die Rechte zukünftiger Generationen und ist unter anderem Mitglied beim Forum Ökologisch-Soziale Marktwirtschaft, dem Verein für Socialpolitik, der Heidelberger Energiegenossenschaft und dem Heidelberger Arbeitskreis Asyl. Bayaz ist außerdem Mitglied der überparteilichen Europa-Union Deutschland.

### Mitglied des Bundestages

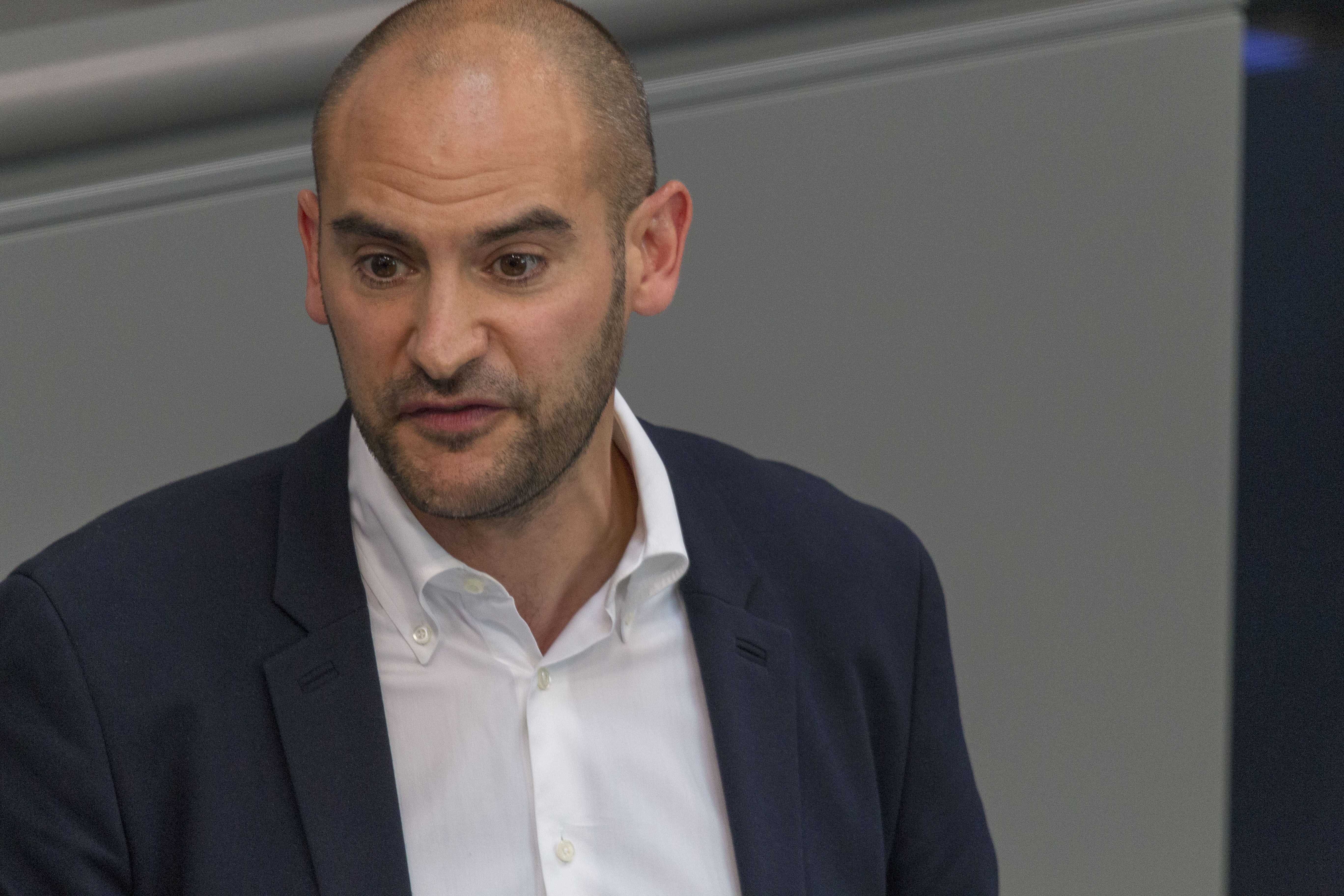
Danyal Bayaz, 2020 im Deutschen Bundestag

Erstmals kandidierte Bayaz bei der Bundestagswahl 2013 für ein Mandat im Bundestag. Erneut kandidierte er bei der Bundestagswahl 2017. Der Landesparteitag wählte Bayaz auf den 12. Platz der Landesliste, auch kandidierte er als Direktkandidat im Bundestagswahlkreis Bruchsal – Schwetzingen. Bei der Bundestagswahl 2017 erreichten die Grünen in Baden-Württemberg 13,4 Prozent, 2,5 Prozent mehr als 2013. Bayaz zog als zwölfter von 13 gewählten Kandidaten der Landesliste in den Bundestag ein. In seinem Wahlkreis gewann er 8,3 Prozent der Erststimmen, nach Olav Gutting (CDU, 41,5 %), Nezaket Yildirim (SPD, 19,5 %) und Dieter Amann (AfD, 14,4 %).
Bayaz war im 19. Bundestag Obmann im 3. Untersuchungsausschuss, ordentliches Mitglied im Finanzausschuss, stellvertretendes Mitglied im Ausschuss Digitale Agenda, im Ausschuss für Wirtschaft und Energie sowie in der Enquete-Kommission für Künstliche Intelligenz. Ebenfalls war er Mitglied der Deutsch-Französischen Parlamentarischen Versammlung. Zudem war er stellvertretendes Mitglied im Haushaltsausschuss. Innerhalb seiner Bundestagsfraktion war er für den Themenbereich Start-up-Unternehmen zuständig und leitet den Wirtschaftsbeirat.
Im Juni 2018 nahm der Doppelstaatler Bayaz erstmals an den türkischen Parlamentswahlen teil und machte dies öffentlich. Dies brachte ihm Anfeindungen aus rechten Kreisen, aber auch aus der türkischen Gemeinde ein, da er sich gegen den türkischen Staatspräsidenten Erdoğan positioniert hatte. Anfang 2019 machte Bayaz auf sich aufmerksam, indem er der Bundesregierung darüber Informationen entlockte, dass Bundesfinanzminister Olaf Scholz eine mögliche Fusion von Deutsche Bank und der teilstaatlichen Commerzbank vorbereite.
2019 wurde Bayaz Mitglied der Deutsch-Französischen Parlamentarischen Versammlung.

### Finanzminister von Baden-Württemberg
Am 12. Mai 2021 wurde Bayaz vom wiedergewählten Ministerpräsidenten, Winfried Kretschmann, zum Minister für Finanzen des Landes Baden-Württemberg ernannt. Er wurde am selben Tag im Landtag bestätigt und vereidigt. Somit ist er Mitglied des Kabinetts Kretschmann III. Bayaz hat sein Abgeordnetenmandat im Bundestag zum Ablauf des 28. Mai 2021 niedergelegt. Für ihn rückte Marcel Emmerich in den Bundestag nach. Nach seinem Amtsantritt kündigte er angesichts großer Lücken im Landeshaushalt, bedingt durch die COVID-19-Pandemie, Sparmaßnahmen für jedes Ressort an. Im Gegensatz zur Vergangenheit solle hierbei nach politischen Prioritäten vorgegangen werden.
Kurz nach Amtsantritt wurde Bayaz zum ersten Mal Vater. Er kündigte an, sich für einige Zeit aus den Geschäften des Finanzministeriums herauszuziehen. Ministerpräsident Kretschmann verwies darauf, dass ein Finanzminister nicht in dem Ausmaß wie ein normaler Arbeitnehmer Elternzeit nehmen könne.
Im September 2021 wurde in Baden-Württemberg das bundesweit erste anonyme Hinweisgeberportal einer Steuerverwaltung freigeschaltet. Bayaz erhoffte sich dadurch eine bessere Verfolgung von Steuerbetrug und mehr Steuergerechtigkeit. CDU, CSU, FDP, AfD und Teile der SPD kritisierten das Portal und die Bild sprach von einer „Steuer-Stasi“. Bayaz wurde in sozialen Netzwerken sowie im Meldeportal selbst persönlich angegriffen und u. a. rassistisch beleidigt. Die Grünen-Vorsitzende Annalena Baerbock verteidigte das Vorgehen des Ministers und sprach sich für ein vergleichbares Portal auf Bundesebene aus, während Bundesfinanzminister Olaf Scholz sich gegen ein solches Portal auf Bundesebene aussprach.

## Sonstiges
Bayaz spielte 2025 in einer Kinoproduktion mit und übernahm die Gastrolle eines Mannheimer Schutzpolizisten in der Hip-Hop-Komödie Nichtsnutze.

## Mitgliedschaften
- Stiftung für die Rechte zukünftiger Generationen
- Verein für Socialpolitik (Ökonomenvereinigung)
- Forum Ökologisch-Soziale Marktwirtschaft
- Heidelberger Energiegenossenschaft
- Asylarbeitskreis Heidelberg e. V.

## Werke
- ‚Heuschrecken‘ zwischen Rendite, Reportage und Regulierung. Die Bedeutung von Private Equity in Ökonomie und Öffentlichkeit. Springer Fachmedien, Wiesbaden 2014, ISBN 978-3-658-04037-6. (Zugleich: Dissertation Universität Hohenheim 2013)